# Saut en hauteur féminin aux championnats du monde d'athlétisme en salle 2016
Pour un article plus général, voir Championnats du monde d'athlétisme en salle 2016.
Navigation
2014 2018
Le concours de saut en hauteur féminin des championnats du monde d'athlétisme en salle de 2016 se déroule le 20 mars de cette même année à Portland, dans l'État de l'Oregon (États-Unis).

## Médaillées
| Or                | Argent      | Bronze          |
| Vashti Cunningham | Ruth Beitia | Kamila Lićwinko |

## Faits marquants
Pour la première fois depuis les mondiaux indoor de 2001, le concours de saut en hauteur se fait par finale directe. 
La Russe Mariya Kuchina, championne du monde en salle en titre (ex æquo avec la Polonaise Kamila Lićwinko) ne défend pas son titre, à cause de la suspension de son pays de toute compétition internationale.
Parmi les qualifiées pour ces championnats, il y a notamment : l'Américaine Vashti Cunningham, 18 ans, qui détient la meilleure performance mondiale de l'année avec 1,99 m (record du monde junior) ; l'Espagnole Ruth Beitia, bientôt 37 ans, triple championne d'Europe et trois fois médaillée dans cette compétition (argent à Doha 2010, bronze à Moscou 2006 et Sopot 2014) ; la Polonaise Kamila Lićwinko qui est co-championne du monde en salle sortante ; la Lituanienne Airinė Palšytė, championne du monde universitaire 2015 ; et l'Italienne Alessia Trost, vice-championne d'Europe en salle 2015.
En finale, quatre athlètes franchissent la barre à 1,96 m : Vashti Cunningham au 1er essai, Ruth Beitia et Kamila Lićwinko au 2e, Airinė Palšytė au 3e. Aucune des quatre ne passe la hauteur suivante d'1,99 m. Cunningham l'emporte donc devant Beitia qui n'a eu aucun échec aux hauteurs précédentes, et devant Lićwinko. L'Américaine devient la plus jeune championne du monde en salle de l'histoire, tandis que l'Espagnole devient la médaillée la plus âgée dans la discipline.

### Meilleures performances mondiales en 2016
(avant ces Championnats du monde en salle, au 12 mars)
|   | Athlète                    | Pays         | Marque | Lieu        | Date            |
| - | -------------------------- | ------------ | ------ | ----------- | --------------- |
| 1 | Vashti Cunningham          | États-Unis   | 1,99 m | Portland    | 12 mars 2016    |
| 2 | Ruth Beitia                | Espagne      | 1,98 m | Madrid      | 6 mars 2016     |
| 2 | Akela Jones                | Barbade      | 1,98 m | Birmingham  | 11 mars 2016    |
| 4 | Airinė Palšytė             | Lituanie     | 1,97 m | Cottbus     | 27 janvier 2016 |
| 4 | Kamila Lićwinko            | Pologne      | 1,97 m | Lodz        | 5 février 2016  |
| 6 | Blanka Vlašić              | Croatie      | 1,95 m | Split       | 29 janvier 2016 |
| 6 | Chaunté Lowe               | États-Unis   | 1,95 m | Albuquerque | 6 février 2016  |
| 6 | Levern Spencer             | Sainte-Lucie | 1,95 m | Hustopeče   | 13 février 2016 |
| 6 | Michaela Hrubá             | Tchéquie     | 1,95 m | Prague      | 20 février 2016 |
| 6 | Alessia Trost              | Italie       | 1,95 m | Madrid      | 26 février 2016 |
| 6 | Marie-Laurence Jungfleisch | Allemagne    | 1,95 m | Leipzig     | 28 février 2016 |

## Résultats

### Finale
| Rang               | Nom                 | Nationalité        | 1,84m | 1,89m | 1,93m | 1,96m | 1,99m | 2,01m | Résultat | Notes |
| ------------------ | ------------------- | ------------------ | ----- | ----- | ----- | ----- | ----- | ----- | -------- | ----- |
| Médaille d'or      | Vashti Cunningham   | États-Unis         | o     | o     | o     | o     | 3 x   |       | 1,96 m   |       |
| Médaille d'argent  | Ruth Beitia         | Espagne            | o     | o     | o     | xo    | 3x    |       | 1,96 m   |       |
| Médaille de bronze | Kamila Lićwinko     | Pologne            | xo    | o     | xo    | xo    | 3x    |       | 1,96 m   |       |
| 4                  | Airinė Palšytė      | Lituanie           | xo    | o     | xxo   | xxo   | 3x    |       | 1,96 m   |       |
| 5                  | Sofie Skoog         | Suède              | o     | o     | o     | 3x    |       |       | 1,93 m   |       |
| 5                  | Levern Spencer      | Sainte-Lucie       | o     | o     | o     | 3x    |       |       | 1,93 m   |       |
| 7                  | Alessia Trost       | Italie             | o     | o     | xo    | 3x    |       |       | 1,93 m   |       |
| 8                  | Erika Kinsey        | Suède              | o     | xxo   | xxo   | 3x    |       |       | 1,93 m   | PB    |
| 9                  | Doreen Amata        | Nigeria            | o     | o     | 3x    |       |       |       | 1,89 m   |       |
| 10                 | Lissa Labiche       | Seychelles         | o     | xxo   | 3x    |       |       |       | 1,89 m   | NIR   |
| 10                 | Isobel Pooley       | Royaume-Uni        | o     | xxo   | 3x    |       |       |       | 1,89 m   |       |
| -                  | Priscilla Frederick | Antigua-et-Barbuda |       |       |       |       |       |       | DNS      |       |

### Légende
- Hauteur de saut atteinte (en mètre) :
  - o : dès le 1er essai
  - xo : au 2e essai
  - xxo : au 3e essai
- 3 x : hauteur non atteinte au terme de 3 essais au maximum

Records et Performances
- AR : Record continental (area record)
- CR : Record des championnats (championship record)
- MR : Record du meeting (meet record)
- NR : Record national (national record)
- OR : Record olympique (olympic record)
- PR : Record paralympique (paralympic record)
- PB : Record personnel (personal best)
- SB : Meilleure performance personnelle de la saison (season's best)
- WL : Meilleure performance mondiale de l'année (world leader)
- WJR : Record du monde junior (world junior record)
- WR : Record du monde (world record)

Circonstances et Conditions
- DNF : N'a pas terminé (did not finish)
- DNS : N'a pas pris le départ (did not start)
- DQ : Disqualification (disqualification)
- NM : Aucun essai valable enregistré (No Mark)
- Q : Qualifié « directement » au prochain tour (ou à la prochaine compétition), lors d'une compétition majeure, grâce au classement ou à la réalisation des minima (automatic qualifier)
- q : Qualifié au prochain tour (ou à la prochaine compétition), lors d'une compétition majeure, grâce au repêchage ou à la réalisation de l'une des meilleures performances parmi celles des « non qualifiés directement » (grâce au meilleur temps ou à la meilleure distance par exemple) (secondary qualifier)

- NM : non mesuré (not measured) ?
- NIR[pourquoi ?] : records d'athlétisme aux Seychelles (?)

## Note de référence
1. ↑  (en) Phil Minshull, « Report: women's high jump – IAAF World Indoor Championships Portland 2016 », sur iaaf.org, 20 mars 2016 (consulté le 30 mars 2016).